# Praděd
Praděd (německy Altvater; polsky Pradziad) je 1491 m vysoká hora v Hrubém Jeseníku, nejvyšší vrchol tohoto pohoří. Je to zároveň nejvyšší hora Moravy, Českého Slezska i Horního Slezska vůbec. Celkově jde o pátou nejvyšší horu Česka, také druhou nejprominentnější a třetí nejizolovanější. Je zde nejdrsnější podnebí, průměrná roční teplota nepřevyšuje 1 °C. Na slezské části vrcholu stojí 146,5 metrů (do roku 1993 měl 162 m) vysoký televizní vysílač s rozhlednou, jehož horní plošina je nejvyšším (byť umělým) bodem v ČR.
Vrchol hory leží ve Slezsku, pod ním probíhá historická zemská hranice Moravy a Slezska, proto nejvyšší bod Moravy leží přibližně 50 metrů od vrcholu. V současnosti tudy prochází i hranice krajů Moravskoslezského a Olomouckého, a okresů Bruntál (Malá Morávka, Vrbno pod Pradědem) a Šumperk (Loučná nad Desnou). Vrcholová stavba věže s restaurací má číslo evidenční 38 v Malé Morávce v okrese Bruntál.
Na severním úbočí vrcholu je rozsáhlý mrazový srub Tabulové skály s unikátní květenou.

## Název

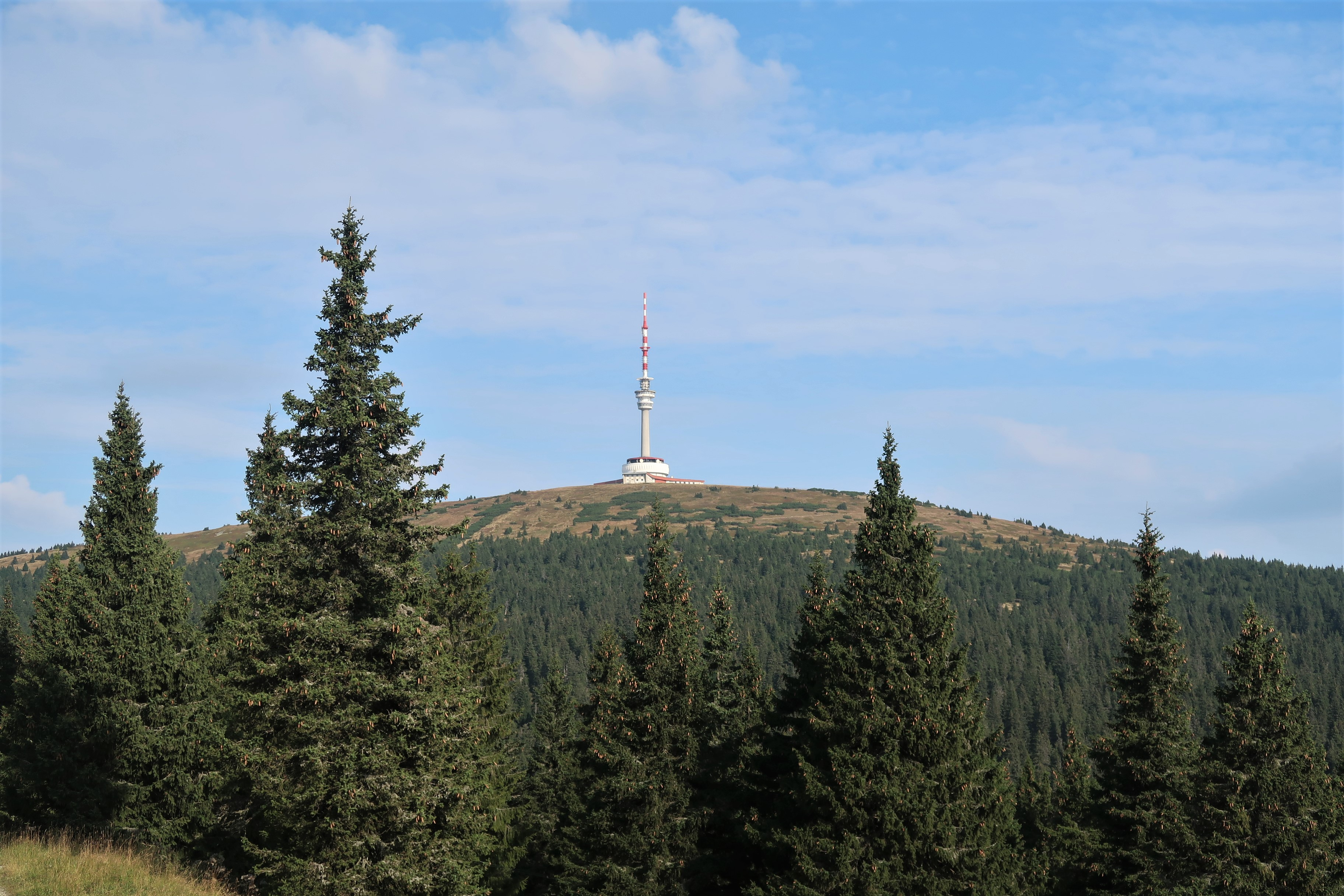
Pohled na Praděd z Ovčárny

Staří Slované říkali hoře Stará vatra, koncem 14. století se nazývala Keilichter Schneberg neboli Keilichtská Sněžná hora (Keilicht bylo jméno jiné hory nad Červenohorským sedlem). Posléze byla nazývána Klínovcová hora a Niská Sněžka. Až v 19. století získala po Pradědovi, legendárním ochránci Jeseníků, jméno Altvater, což byl základ pro české jméno Praděd. Turistická oblast okolo Pradědu je širokou veřejností označována za „Moravský ledovec“, a to díky dobrým sněhovým podmínkám po celou zimu, jež jsou celorepublikový unikát.

## Přístup
Praděd je přístupný z několika směrů. Na vrchol vede asfaltová silnice z Karlovy Studánky přes sedlo Hvězda a chatu Ovčárna, kterou kopíruje i zelená turistická značka (9 km). Turisticky je Praděd přístupný také po hlavní červeně značené hřebenovce od Červenohorského sedla (asi 10 km). Nejprudší výstup vede po modře značené cestě z Koutů nad Desnou kolem dolní nádrže přečerpávací vodní elektrárny Dlouhé stráně (asi 14 km s převýšením 800 m). Dalšími možnostmi jsou cesta od severovýchodu ze sedla Vidly nebo od jihozápadu ze sedla Skřítek.

## Historie vysílače

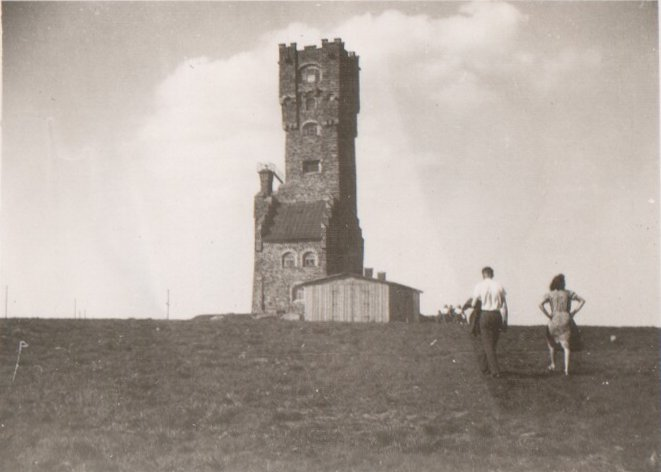
Původní kamenná rozhledna na Pradědu

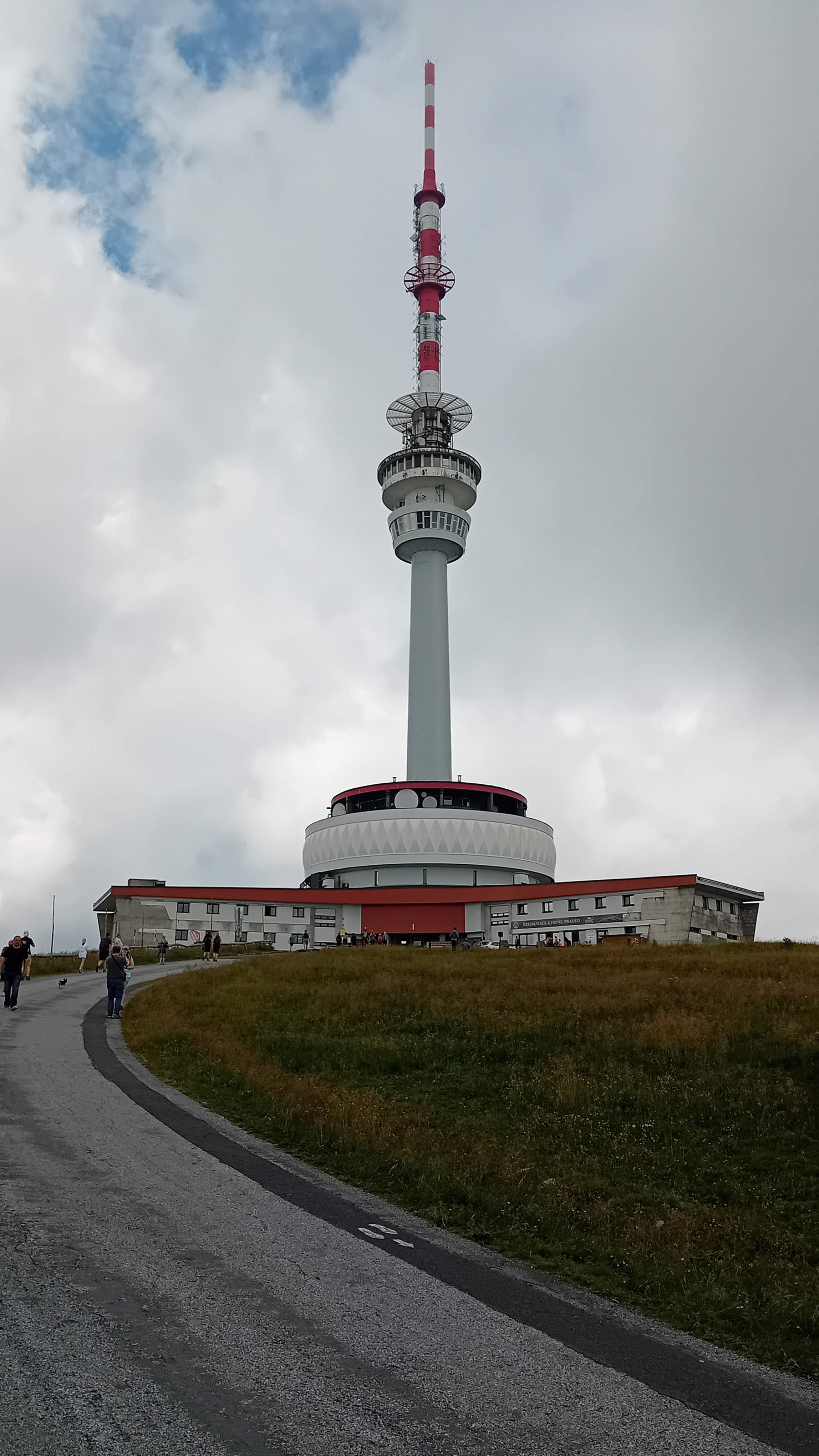
Vysílač na Pradědu

Na vrcholu původně stála kamenná rozhledna, vysoká 32,5 m, postavená v letech 1903 až 1912 Moravskoslezským sudetským horským a turistickým spolkem. Některé prameny uvádějí výšku rozhledny na 34 m. Věž byla postavena v romantickém duchu starého gotického hradu. Původně se nazývala Habsburgwarte, v roce 1938 byla přejmenovaná na Adolf-Hitler-Turm. Po druhé světové válce chátrala a zřítila se 2. května 1959. Napodobenina této rozhledny (německy Altvaterturm) stojí od roku 2004 na hoře Wetzstein u Lehestenu (venkovský okres Saalfeld-Rudolstadt) v Durynském lese (něm. Thüringer Wald) v Německu.
S rozmachem televizního vysílání v 60. letech na vrcholu vyrostla dřevěná konstrukce s vysílačem. V roce 1968 bylo započato s výstavbou nového vysílače, původně vysokého 162 m. Jako první byla vybudována asfaltová silnice z Ovčárny na vrchol Pradědu. Výstavba vysílače byla dokončena roku 1983 otevřením restaurace. Z veřejně přístupné vyhlídky ve výšce 73 m je za dobrého počasí vidět Lysou horu, Sněžku a Radhošť, vzácně, při dobré viditelnosti i Vysoké Tatry a Malou Fatru na Slovensku.

## Ochrana přírody
V roce 1955 byla na Pradědu vyhlášena národní přírodní rezervace. Předmětem ochrany je soubor celostátně unikátních a mimořádně zachovaných přírodních ekosystémů alpínského, subalpínského a montánního stupně a významných geomorfologických jevů, vzniklých kryogenní genezí. Nachází se v I. zóně CHKO Jeseníky.

## Výškové kóty vrcholu
Jako výška vrcholu je nejčastěji uváděna hodnota 1491 m n. m., ale lze se setkat i s hodnotami 1491,3, případně 1492 nebo 1493 metrů. Stavbou vysílače byl vrchol hory ovlivněn, ale dle leteckého laserového skenování Zeměměřického úřadu se nejvyšší bod (1490,99 m) nachází u severní paty vysílače. Jako geodetický bod slouží střed antény (tudíž vrchol antény je ještě výše) televizního vysílače ve výšce 1616 m n. m. a bod stabilizovaný kamenem JV od vrcholu ve výšce 1487 m n. m.